# Herb gminy Krzęcin
Herb gminy Krzęcin – jeden z symboli gminy Krzęcin w postaci herbu.

## Wygląd i symbolika
Herb przedstawia w polu srebrnym, po prawej stronie (heraldycznie) pół czerwonego orła z głową zwróconą w prawo, ze złotym dziobem, szponem i przepaską, po lewej połowa czarnej strzały i czarne orle skrzydło, ponad trzema (2:1) zielonymi dębami, z brązowymi korzeniami i złotymi żołędziami każdy. Dęby po prawej i lewej mają siedem liści i cztery żołędzie, a środkowy pięć liści i dwa żołędzie. Herb został przyjęty uchwałą Rady Gminy z dnia 1 lutego 1994 roku.